# Windows Server 2008 R2
ÁĊĊĎ
Windows Server 2008 R2 — це серверна операційна система, вироблена Microsoft. Вона була випущена у виробництво 22 липня 2009 року та стала загальнодоступною 22 жовтня 2009 року.
До вдосконалень входять нові функції для Active Directory, функції віртуалізації та управління, версія 7.5 вебсервера інформаційних служб Інтернету та підтримка до 256 логічних процесорів. Вона побудована на тому ж ядрі, що використовується з орієнтованою на клієнта Windows 7.
Випущено сім видань Windows Server 2008 R2: Foundation, Standard, Enterprise, Datacenter, Web, HPC Server та Itanium, а також Windows Storage Server 2008 R2. Був також випущений варіант домашнього сервера під назвою Windows Home Server 2011. На зміну їй прийшла Windows Server 2012.

## Історія
Microsoft представила Windows Server 2008 R2 на Конференції професійних розробників 2008 року як серверний варіант Windows 7.
7 січня 2009 року бета-версія Windows Server 2008 R2 стала доступною для передплатників програм TechNet та MSDN, а також тих, хто бере участь у програмі Microsoft Connect для Windows 7. Через два дні бета-версія була випущена публічно для громадськості за допомогою центру завантажень Microsoft.
30 квітня 2009 року Windows Server 2008 R2 став доступним для передплатників TechNet та MSDN. 5 травня 2009 року кандидат на випуск став доступним для широкої громадськості через центр завантаження Microsoft.
За даними блогу Windows Server, наступними є дати 2009 року, коли Microsoft Windows Server 2008 R2 був доступний для різних каналів розповсюдження:
- ОЕМ отримали Windows Server 2008 R2 англійською мовою та всі мовні пакети 29 липня. Решта мов були доступні близько 11 серпня.
- Independent software vendor (ISV) та independent hardware vendor (IHV) змогли завантажити Windows Server 2008 R2 з MSDN, починаючи з 14 серпня.
- ІТ-професіонали з TechNet змогли завантажити Windows Server 2008 R2 та отримати ключі продуктів для англійської, французької, німецької, італійської та іспанської варіантів, починаючи з 14 серпня та всіх інших мов, починаючи з 21 серпня.
- Розробники з підписками на MSDN змогли завантажити та отримати ключі продуктів для Windows Server 2008 R2 англійською, французькою, німецькою, італійською та іспанською мовами з 14 серпня та всіма іншими мовами, починаючи з 21 серпня.
- Золоті або сертифіковані учасники програми Microsoft Partner (MPP) змогли завантажити Windows Server 2008 R2 через портал MPP 19 серпня.
- Клієнти Об'ємного ліцензування за допомогою наявних договорів Software Assurance (SA) змогли завантажити Windows Server 2008 R2 19 серпня через Центр сервісних ліцензій.
- Клієнти Об'ємного ліцензування без СА змогли придбати Windows Server 2008 R2 шляхом об'ємного ліцензування до 1 вересня.

Крім того, студенти, які отримали кваліфікацію, змогли завантажити Windows Server 2008 R2 Standard Edition на 15 мовах з програми Microsoft Imagine (на той час DreamSpark).
Microsoft оголосила, що Server 2008 R2 буде останньою версією Windows Server, що підтримує архітектуру Itanium, основна підтримка Windows Server 2008 для систем на основі Itanium (і R2) закінчилась, тоді як розширена підтримка продовжилась до 10 липня 2018 року".

## Нові можливості
Посібник для рецензентів, опублікований компанією, описує кілька напрямків удосконалення R2. До них належать нові можливості віртуалізації (Live Migration, розділені обсяги кластерів за допомогою відключення кластеризації та Hyper-V), зменшене енергоспоживання, новий набір інструментів управління та нові можливості Active Directory, такі як «кошик для видалених об'єктів». IIS 7.5 додано до цього випуску, який також включає оновлені сервери FTP-сервера. Поліпшення безпеки включають зашифровані клієнтські послуги з аутентифікованим клієнтом через DirectAccess для клієнтів, що використовують Windows 7, та додавання підтримки DNSSEC для сервісу DNS-сервера. Попри те, що DNSSEC доступний лише один алгоритм підпису: # 5 / RSA / SHA-1. Оскільки в багатьох зонах використовується інший алгоритм, включаючи кореневу зону, це означає, що насправді Windows все ще не може служити рекурсивним розв'язувачем.
DHCP-сервер підтримує велику кількість вдосконалень, таких як фільтрація на основі MAC-адрес, перетворення активних оренди в резервації або фільтри на основі посилань, захист імені DHCppP для машин, що не є Windows, для запобігання просідання імен, кращої продуктивності за допомогою агресивного кешування бази даних, Журнал активності DHCP, автоматичне заселення певних полів мережевого інтерфейсу, майстер налаштування розділеної області, міграція ролей сервера DHCP за допомогою WSMT, підтримка DHCPv6 Варіант 15 (Клас користувача) та Варіант 32 (Час оновлення інформації). DHCP-сервер працює в контексті облікового запису Network Service, який має менше привілеїв, щоб зменшити потенційний збиток у разі його порушення.
Windows Server 2008 R2 підтримує до 64 фізичних процесорів або до 256 логічних процесорів на систему. (Тільки виданнями Datacenter та Itanium можуть скористатися можливостями 64 фізичних процесорів. Наступне підприємство, найвище за виданням після цих двох, може використовувати лише 8.) При розгортанні в ролі файлового сервера нові сервіси інфраструктури класифікації файлів дозволяють зберігати файли на визначених серверах підприємства на основі конвенцій про іменування бізнесу, відповідності бізнес-процесам та загальній корпоративній політиці.
Server Core включає .NET Framework, тому деякі програми (включаючи вебсайти ASP.NET та Windows PowerShell 2.0) можуть використовуватися.
Покращення продуктивності було головним напрямом для цього випуску; Microsoft заявила, що проводилася робота зі скорочення часу завантаження, підвищення ефективності операцій вводу / виводу при використанні меншої потужності обробки та, як правило, підвищення швидкості зберігання пристроїв, особливо iSCSI.
Active Directory має декілька нових функцій підняття функціональних рівнів лісу та домену до Windows Server 2008 R2: Дві додаткові функції — Забезпечення механізму аутентифікації та автоматичне управління SPN. Підвищують функціональний рівень лісу, функція кошика Active Directory доступна і її можна активувати за допомогою модуля Active Directory для PowerShell.

## Пакет оновлень
9 лютого 2011 року Microsoft офіційно випустила Service Pack 1 (SP1) для Windows 7 та Windows Server 2008 R2 партнерам OEM. Крім виправлень помилок, він вводить дві нові основні функції: RemoteFX та Dynamic Memory. RemoteFX дозволяє використовувати підтримку графічної апаратури для 3D-графіки в ВМ на базі Hyper-V. Динамічна пам'ять дає змогу ВМ виділити стільки фізичної оперативної пам'яті, скільки потрібно тимчасово для її виконання. 16 лютого SP1 став доступним для абонентів MSDN та TechNet. Станом на 22 лютого, SP1 доступний для завантаження через Центр завантаження Microsoft і доступний в Windows Update.

## Системні вимоги
Системні вимоги до Windows Server 2008 R2:

#### Процесор
1,4 ГГц x86-64 або процесор Itanium 2

#### Пам'ять
Мінімум: 512 МБ оперативної пам'яті (може обмежити продуктивність та деякі функції): Рекомендовано: 2 ГБ оперативної пам'яті: Максимум: 8 ГБ оперативної пам'яті (Foundation), 32 ГБ оперативної пам'яті (Standard) або 2 ТБ оперативної пам'яті (Enterprise, Datacenter та Itanium)

#### Дисплей
Super VGA (800 × 600) або вище
Вимоги до місця на диску
Мінімальні (видання вищі ніж Foundation) 32 ГБ або більше: Мінімум (видання Foundatiuon) 10 ГБ або більше
Комп'ютери з більш ніж 16 ГБ оперативної пам'яті потребують більше дискового простору для довантаження та завантаження файлів
Інші
Привід DVD, клавіатура та миша, доступ до Інтернету (необхідний для оновлень та активації в Інтернет)

## Видання
| Особливості                                          | Foundation | Standard    | Web   | HPC         | Enterprise  | Datacenter | Itanium    |
| ---------------------------------------------------- | ---------- | ----------- | ----- | ----------- | ----------- | ---------- | ---------- |
| Максимальний об'єм оперативної пам'яті на x86-64     | 8 ГБ       | 32 ГБ       | 32 ГБ | 256 ГБ      | 2 ТБ        | 2 ТБ       | 2 ТБ       |
| Максимум CPU                                         | 1          | 4           | 4     | 4           | 8           | 64         | 64         |
| Вузли відмовостійкого кластера                       | Н/Д        | Н/Д         | Н/Д   | Н/Д         | 16          | 16         | 8          |
| Міжфайлова реплікація (DFS-R)                        | Ні         | Так         | Так   | Так         | Так         | Так        | Так        |
| Відмовостійка синхронізація пам'яті                  | Ні         | Ні          | Ні    | Ні          | Так         | Так        | Так        |
| Модулі пам'яті: Швидке доповнення                    | Ні         | Ні          | Ні    | Ні          | Так         | Так        | Так        |
| Модулі пам'яті: Швидка заміна                        | Ні         | Ні          | Ні    | Ні          | Ні          | Так        | Так        |
| Процесори: Швидке доповнення                         | Ні         | Ні          | Ні    | Ні          | Ні          | Так        | Так        |
| Процесори: Швидка заміна                             | Ні         | Ні          | Ні    | Ні          | Ні          | Так        | Так        |
| З'єднання IAS                                        | 10         | 50          | Ні    | Ні          | Необмежене  | Необмежене | 2          |
| З'єднання з службами робочого столу                  | 50         | 250         | Ні    | Ні          | Необмежені  | Необмежені | Ні         |
| З'єднання служб маршрутизації та віддаленого доступу | 50         | 250         | Ні    | 250         | Необмежені  | Необмежені | Ні         |
| Права на використання віртуальних зображень          | Заборонені | Хост + 1 ВМ | 1 ВМ  | Хост + 1 ВМ | Хост + 4 ВМ | Необмежені | Необмежені |
| Особливості                                          | Foundation | Standard    | Web   | HPC         | Enterprise  | Datacenter | Itanium    |